# أليكس وليامز
أليكس وليامز (بالإنجليزية: Alex Williams)‏ (13 نوفمبر 1961 مانشستر المملكة المتحدة - ) هو لاعب كرة قدم بريطاني يلعب كحارس مرمى.